# Monte Nero (Appennino ligure)
Il Monte Nero è una montagna dell'Appennino Ligure alta 1.671 m.

## Storia
Nell'antichità la zona tra il Monte Nero e il Monte Penna fu probabilmente teatro di alcuni scontri legati alla discesa di Annibale in Italia. Per il crinale sul quale sorge la montagna, che oggi fa da confine tra Liguria ed Emilia-Romagna, in precedenza passava la frontiera tra il Ducato di Parma e il Regno di Sardegna.

## Geografia
La montagna rappresenta da un punto di vista idrografico la convergenza tra Valle Sturla (a sud-ovest), Val Taro (a est) e Val d'Aveto (a nord-ovest). Sulla costiera che divide la Valle Sturla dalla Val d'Aveto il Passo della Spingarda la divide dal Monte Aiona. Il crinale spartiacque Sturla/Taro verso nord scende alla Sella del Monte Nero (1.623 m), che divide il monte Nero dal Monte Cantomoro (1.655 m), e curvando verso est scende poi al Passo dell'Incisa. Verso sud lo spartiacque Sturla/Taro prosegue invece con vari rilievi minori verso il Monte Ghiffi e il omonimo valico stradale. Amministrativamente sulla cima convergono i territori comunali dei comuni liguri di Borzonasca e Santo Stefano d'Aveto e di quello emiliano di Tornolo. Si tratta di una ampia cupola principalmente boscosa; il punto culminante è segnalato da un cumulo di pietrame. La prominenza topografica della montagna è di 129 metri e il suo punto di minimo è il Passo della Spingarda (1.546 m).

## Accesso alla vetta

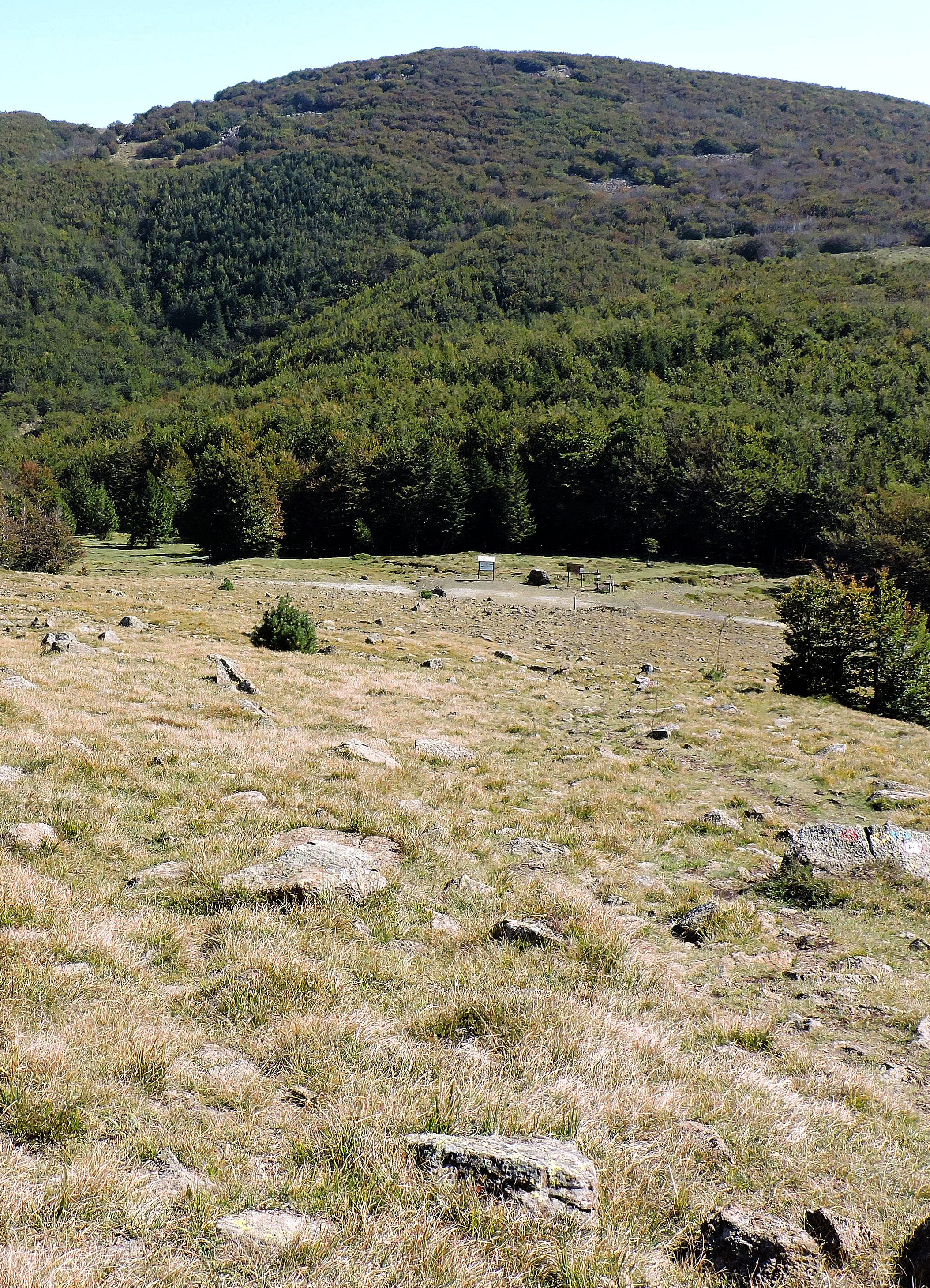
Il Monte Nero e, in primo piano, il Passo della Spingarda

Nei pressi della montagna transita la tappa numero 34 (Passo della Spingarda - Passo del Bocco) dell'Alta Via dei Monti Liguri; la sua cima è raggiungibile con una breve digressione dal tracciato dell'Alta Via per tracce di passaggio non segnalate.

## Tutela naturalistica
I versanti della montagna affacciati verso la Liguria rientrano nell'area del Parco naturale regionale dell'Aveto.

## Punti di appoggio
Non lontano dalla cima del monte, sul versante Valle Sturla, si trova il rifugio  Rifugio Monte Aiona - Pratomollo (1503 m).